# 關島戰役 (1944年)

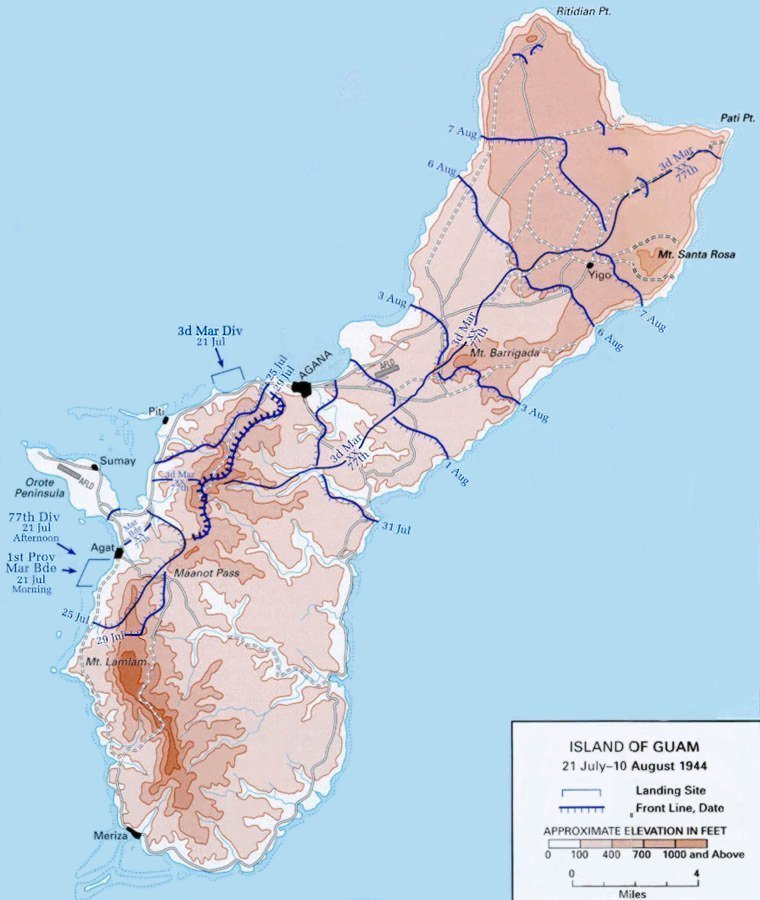
關島戰役示意圖

關島戰役（1944年7月21日－8月8日），又稱第二次關島戰役，是第二次世界大戰太平洋戰爭中美軍奪回大日本帝國控制下之關島（馬里亞納群島內）的戰役。

## 背景
關島是馬里亞納群島中最大的島嶼，30英里（48公里）長及9英里（14公里）闊， 它自從1898年被美國從西班牙手中奪佔以來直至1941年12月11日珍珠港事件後被日本人攻佔為止一直被美國統治着，這不是如其它一些在馬里亞納群島中高度設防的島嶼如塞班島一樣，因為塞班島在第一次世界大戰後便被日本統治，日軍建設了很多防線，而在1944年更駐有大量守軍。
同盟國有關入侵馬里亞納群島的計劃中要求猛烈的轟炸日軍，首先是來自航空母艦及東面馬紹爾群島的岸基飛機，當獲得制空權後，再由戰列艦進行近岸炮轟，關島被選為目標因為其龐大面積可作為盟軍的後勤基地以支援下一步對菲律賓群島、台灣及琉球群島的軍事行動；在阿普拉深水港適合大型船隻停泊；島上的兩個機場亦可供B-29超級堡壘轟炸機升降。
入侵塞班島的軍事行動被安排在1944年6月15日進行，而在關島的登陸行動被暫訂於6月18日實施，原本的時間表非常適中，但在塞班島出現估不到的大批守軍進行了非常頑強的抵抗及日軍航空母艦的大型進攻，令入侵關島的行動被推遲了一個月。

## 戰況
日軍關島部隊雖然沒有來得及準備很堅固的要塞，但島嶼是被暗礁、懸崖及大型岩石包圍著，因而對美軍的進攻部隊來說是一個很大的挑戰，7月21日美國人在關島西部奧羅地角半島兩邊登陸，以圖切斷機場，美國海軍陸戰隊第3師在早上8時28分於半島北部接近阿加納的地方登陸，及第1海軍陸戰隊後備團在南面接近阿加特的地方登陸，日軍的炮火擊毀了20輛履帶式兩棲登陸車，但到9時整坦克已在兩個海灘全部上岸，美軍第77步兵師的登陸行動則更為困難，因為缺乏兩棲車輛，士兵需要在離開登陸艇後在滿佈暗礁的水裡涉水而行。 
晚上美軍建立了一個縱深大約2,000米的橋頭堡，日軍在戰役的頭幾天不斷發動萬歲衝鋒，大部分在晚間及使用滲透戰術，他們數次滲入美軍防線造成美軍傷亡，但也在損失大量人員和裝備情況下被迫後退，日本陸軍的高品彪中將在7月28日陣亡，小畑英良中將接過指揮權。美軍雖然受到很大的驚嚇，但人數損失相對並不多。
美軍的補給在戰役的第一天曾出現困難，登陸艦艇未能靠近距離海灘數百呎的暗礁，而且缺乏兩棲車輛，但是兩個灘頭陣地在努力下，在7月28日連成一起，而奧羅地角機場及阿布拉港在7月30日被美軍攻佔。

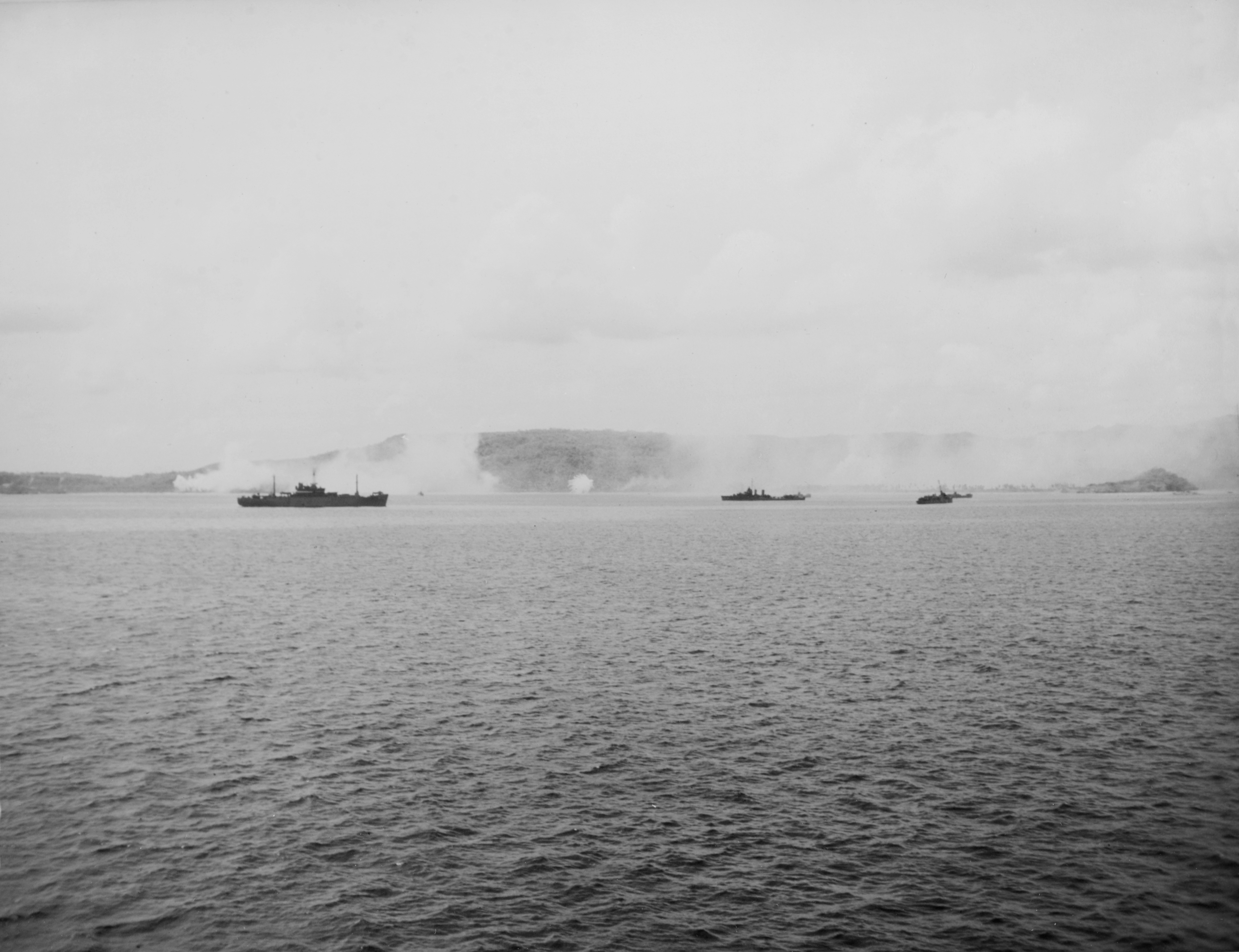
在該戰役前，1944年7月14日炮轟關島的情況，該照片是從新墨西哥號戰鬥艦上拍攝的

美軍向來依靠強大後勤的特點逐漸出現優勢，對灘頭陣地的持續的反攻令日軍筋疲力盡，8月初開始他們缺乏食物及軍火，及只剩下屈指可數的坦克，小畑英良因而將部隊撤向關島以南地區，計劃利用島中央部山區進行頑抗，但美軍掌握了關島附近一帶的制海及制空權，因此日軍難以指望得到補給和增援，南部在幾日內被佔領，小畑英良只希望將全面潰敗的時間延後數天而已。
豪雨及厚密的叢林令美軍面對困難的情況，但8月2日至8月4日在巴里加達山取得突破之後，日軍的防線崩潰；餘下的戰事只是向北部追擊，與其它在太平洋戰場的情況一樣，日軍拒絕投降使得幾乎所有士兵陣亡。

## 總結

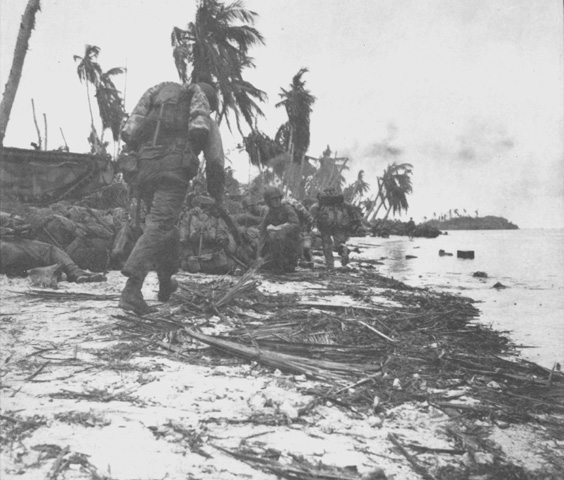
在進入關島內陸前，第一波海軍陸戰隊登陸之情況

少數日軍士兵依然在叢林堅持抵抗，1945年12月8日，三名美國海軍陸戰隊成員被伏擊及殺死，1972年1月24日，橫井庄一陸軍軍曹被獵人發現，他當時已在洞穴內孤獨地生活了27年。
該戰役後，關島成為了盟軍行動的基地，美国海军工程营在島上修建了五個大型機場，B-29超級堡壘轟炸機從島上起飛前往轟炸在西太平洋及日本本土的目標。
三名美國海軍陸戰隊成員因為在關島戰役中的英勇表現而被授與荣誉勋章：上等兵法蘭克·魏提克（死後追贈）、上等兵萊奧納德·梅森（死後追贈）及上尉路易士·威爾遜（後來成為將軍）。
關島每年的7月21日均慶祝解放日。

## 外部連結
- U.S. Army Campaigns of World War II: Western Pacific （页面存档备份，存于）, Center of Military History, U.S. Army.
- Guam: Operations of the 77th Division （页面存档备份，存于）, American Forces in Action series, Historical Division, War Department, 1946. (Center of Military History Pub 100-5)
- "The Marianas and the Great Turkey Shoot" （页面存档备份，存于）, World War II Database.
- Lodge, Major O.R. USMC Historical Monograph: The Recapture of Guam （页面存档备份，存于）, Historical Branch, United States Marine Corps, 1954.
- O'Brien, Cyril J. Liberation: Marines in the Recapture of Guam （页面存档备份，存于）,  Marines in World War II Commemorative Series, Marine Corps Historical Center, United States Marine Corps, 1994.
- Keene, R.R. . Leatherneck Magazine. （原始内容存档于2007-11-21）.
- Photos from the Liberation of Guam （页面存档备份，存于） The Real Revo